# Yu-Gi-Oh! Power of Chaos: Joey the Passion
Yu-Gi-Oh! Power of Chaos: Joey the Passion is een computerspel voor de PC, gebaseerd op de manga Yu-Gi-Oh!. Het spel is een productie van Konami.
Het spel is onderdeel van de Yu-Gi-Oh! Power of Chaos-serie, waar ook Yu-Gi-Oh! Power of Chaos: Kaiba the Revenge en Yu-Gi-Oh! Power of Chaos: Yugi the Destiny toe behoren. Net als in die twee spellen moet de speler een deck samenstellen en het opnemen tegen een personage uit de serie. In dit spel is dat Joey Wheeler.
Het spel is uitwisselbaar met de andere twee delen, zodat spelers hun deck kunnen uitbreiden.